# Elecciones generales de Costa Rica de 1986
Las elecciones presidenciales costarricenses de 1986 se realizaron el domingo 2 de febrero de ese año, resultando victorioso el candidato oficialista Óscar Arias Sánchez frente a su rival Rafael Ángel Calderón Fournier quien repetía candidatura. Arias recibió 52% de los votos contra Calderón que obtuvo un 45% de respaldo. Los demás candidatos independientes recibieron menos del 1%. Arias no contaba con el apoyo del entonces presidente Luis Alberto Monge ni de los expresidentes José Figueres ni Daniel Oduber quienes respaldaron a Carlos Manuel Castillo en las primarias. El PLN obtuvo 29 diputados, el PUSC 25 y la izquierda obtuvo 2, uno por Alianza Popular y otro por Pueblo Unido.

## Primarias
La Convención Nacional Liberacionista de 1985 se realizó el 27 de febrero de ese año para escoger al candidato presidencial del entonces oficialista Partido Liberación Nacional que lo representara en las elecciones de 1986. En ellas Óscar Arias vencería a Carlos Manuel Castillo y luego lograría derrotar al candidato del Partido Unidad Social Cristiana, Rafael Ángel Calderón Fournier. 
Castillo gozaba del respaldo de los expresidentes José Figueres y Daniel Oduber (de quien había sido vicepresidente) y del presidente Luis Alberto Monge por lo que tenía el apoyo de los líderes históricos del liberacionismo mientras Arias era un precandidato relativamente joven y opuesto al liderazgo tradicional del partido. Arias finalmente venció a Castillo por amplio margen. Castillo volvería a competir como precandidato en la siguiente convención venciendo a Rolando Araya, pero perdería las elecciones nacionales ante Calderón Fournier. 
|  | 59.33 % |

|  | 40.36 % |

## Campaña
Costa Rica se encontraba en una tensa situación fronteriza con Nicaragua, estando este país en guerra civil y en donde el gobierno nicaragüense combatía a los insurgentes en la frontera sin preocuparse por los límites oficiales ni solicitar permiso a Costa Rica. Los enfrentamientos con patrullas policiales y costeras costarricenses ya habían dejado un muerto y varios heridos. Arias enfocó su campaña en el tema de la paz con el lema "Paz para mi gente" acompañado de una pegajosa canción. Muchos culpaban al expresidente Rodrigo Carazo, quien había ganado con el apoyo de Calderón y del cual éste fue canciller, por la tensa situación, además el propio Calderón había asegurado que utilizaría mano dura para hacer respetar el territorio nacional Otros, sin embargo, consideraban que el lema de la paz de Arias iba dirigido directamente en contra del presidente Luis Alberto Monge, con quien Arias nunca se llevó, y cuya política hacia el vecino país era criticada como belicista. En todo caso, la propaganda del PLN procuraba mostrar a Calderón como un halcón que buscaba la guerra contra Nicaragua haciendo alusiones al pasado y culpando al calderonismo por las guerras del 48 y del 55, entre otras. Así como mostraban una caricatura de Calderón vestido como el personaje de Quico de El Chavo del Ocho listo para la guerra.

## Partidos y coaliciones participantes
| Partido/Coalición | Partido/Coalición               | Posición        |
| ----------------- | ------------------------------- | --------------- |
|                   | Partido Liberación Nacional     | Centroizquierda |
|                   | Partido Unidad Social Cristiana | Centroderecha   |
|                   | Pueblo Unido                    | Izquierda       |
|                   | Alianza Popular                 | Izquierda       |
|                   | Alianza Nacional Cristiana      | Evangelismo     |
|                   | Partido Independiente           | Centroizquierda |

## Presidente y Vicepresidentes

### Resultado general
|  | 52.34 % |

|  | 45.67 % |

|  | 0.77 % |

|  | 0.56 % |

|  | 0.48 % |

|  | 0.10 % |

|  | 97.44 % |

|  | 0.42 % |

|  | 2.14 % |

|  | 100.00 % |

|  | 78.63 % |

#### Por provincia
| Provincia  | Arias (PLN) | Arias (PLN) | Calderón (PUSC) | Calderón (PUSC) | Gutiérrez (AP) | Gutiérrez (AP) | Montero (PU) | Montero (PU) | Madrigal (ANC) | Madrigal (ANC) | Jiménez (PI) | Jiménez (PI) |      |
| Provincia  | Votos       | %           | Votos           | %               | Votos          | %              | Votos        | %            | Votos          | %              | Votos        | %            |      |
| ---------- | ----------- | ----------- | --------------- | --------------- | -------------- | -------------- | ------------ | ------------ | -------------- | -------------- | ------------ | ------------ | ---- |
| Provincia  | Alajuela    | 112.928     | 52,96           | 97.560          | 45,75          | 1.044          | 0,49         | 850          | 0,40           | 721            | 0,34         | 123          | 0,06 |
| Cartago    | 71.977      | 54,12       | 58.969          | 44,34           | 667            | 0,50           | 538          | 0,40         | 695            | 0,52           | 140          | 0,11         |      |
| Guanacaste | 46.301      | 50,08       | 45.011          | 48,68           | 304            | 0,33           | 440          | 0,48         | 289            | 0,31           | 117          | 0,13         |      |
| Heredia    | 53.687      | 52,81       | 45.972          | 45,22           | 778            | 0,77           | 644          | 0,63         | 503            | 0,49           | 74           | 0,07         |      |
| Limón      | 34.988      | 42,38       | 27.440          | 54,04           | 1.069          | 1,65           | 730          | 1,13         | 449            | 0,69           | 73           | 0,11         |      |
| Puntarenas | 51.200      | 48,18       | 52.319          | 49,23           | 1.294          | 1,23           | 757          | 0,71         | 583            | 0,55           | 125          | 0,12         |      |
| San José   | 256.781     | 54,19       | 207.615         | 43,81           | 3.943          | 0,83           | 2.640        | 0,56         | 2.407          | 0,51           | 477          | 0,10         |      |
| Total      | 620.314     | 52,34       | 542.434         | 45,77           | 9.099          | 0,77           | 6.599        | 0,56         | 5.647          | 0,48           | 1.129        | 0,10         |      |

### Asamblea Legislativa
Las elecciones legislativas de 1986 se realizaron el 2 de febrero de ese año para elegir a los representantes ante la Asamblea Legislativa de Costa Rica. Se dieron similtáneamente con las elecciones presidenciales de ese año. En un escenario de rígido bipartidismo, el Partido Liberación Nacional obtuvo la mayoría de curules con 29, seguido del Partido Unidad Social Cristiana que cosechaba 25 y las diversas fuerzas de izquierda obtenían tres.
|  | 47.83 % |

|  | 41.45 % |

|  | 2.70 % |

|  | 2.44 % |

|  | 1.70 % |

|  | 1.16 % |

|  | 0.90 % |

|  | 0.38 % |

|  | 0.37 % |

|  | 0.33 % |

|  | 0.31 % |

|  | 0.26 % |

|  | 0.18 % |

|  | 96.40 % |

|  | 1.08 % |

|  | 2.52 % |

|  | 100.00 % |

|  | 81.81 % |

#### Por provincia
| Provincia  | Liberación Nacional | Liberación Nacional | Unidad Social Cristiana | Unidad Social Cristiana | Pueblo Unido | Pueblo Unido | Alianza Popular | Alianza Popular | Alianza Nacional Cristiana | Alianza Nacional Cristiana | Republicano Nacional Independiente | Republicano Nacional Independiente | Unión General | Unión General | Otros | Otros |   |
| Provincia  | %                   | S                   | %                       | S                       | %            | S            | %               | S               | %                          | S                          | %                                  | S                                  | %             | S             | %     | S     |   |
| ---------- | ------------------- | ------------------- | ----------------------- | ----------------------- | ------------ | ------------ | --------------- | --------------- | -------------------------- | -------------------------- | ---------------------------------- | ---------------------------------- | ------------- | ------------- | ----- | ----- | - |
| Provincia  | San José            | 49.5                | 10                      | 40.3                    | 9            | 3.4          | 1               | 2.9             | 1                          | 1.9                        | 0                                  | 0.8                                | 0             | 0.6           | 0     | 0.6   | 0 |
| Alajuela   | 49.9                | 5                   | 42.0                    | 5                       | 1.2          | 0            | 1.3             | 0               | 1.1                        | 0                          | 0.6                                | 0                                  | 0.1           | 0             | 3.9   | 0     |   |
| Cartago    | 46.6                | 3                   | 37.5                    | 2                       | 1.7          | 0            | 1.7             | 0               | 1.3                        | 0                          | 0.6                                | 0                                  | 0.1           | 0             | 10.5  | 1     |   |
| Heredia    | 48.3                | 3                   | 42.1                    | 2                       | 4.1          | 0            | 2.5             | 0               | 2.1                        | 0                          | 0.8                                | 0                                  | 0.1           | 0             | -     | -     |   |
| Puntarenas | 45.1                | 3                   | 44.2                    | 3                       | 2.2          | 1            | 3.1             | 0               | 1.7                        | 0                          | 1.5                                | 0                                  | 0.3           | 0             | 2.0   | 0     |   |
| Limón      | 34.9                | 2                   | 44.6                    | 2                       | 4.8          | 1            | 5.5             | 0               | 1.7                        | 0                          | 1.4                                | 0                                  | 0.9           | 0             | 6.2   | 0     |   |
| Guanacaste | 47.6                | 3                   | 45.6                    | 2                       | 1.4          | 0            | 0.8             | 0               | 2.5                        | 0                          | 1.7                                | 0                                  | 0.3           | 0             | -     | -     |   |
| Total      | 47.8                | 29                  | 41.4                    | 25                      | 2.7          | 1            | 2.4             | 1               | 1.7                        | 0                          | 0.9                                | 0                                  | 0.4           | 0             | 2.7   | 1     |   |

### Concejos Municipales
| Partidos                  | Partidos                                      | Votos     | %      | ±     | Regidores | Regidores | Síndicos | Síndicos |
| Partidos                  | Partidos                                      | Votos     | %      | ±     | Total     | +/-       | Total    | +/-      |
| ------------------------- | --------------------------------------------- | --------- | ------ | ----- | --------- | --------- | -------- | -------- |
|                           | Partido Liberación Nacional (PLN)             | 580,460   | 49.26  | -6.55 | 260       | -39       | 306      | -97      |
|                           | Partido Unidad Social Cristiana (PUSC)        | 508,732   | 43.26  | Nuevo | 232       | Nuevo     | 114      | Nuevo    |
|                           | Coalición Pueblo Unido (PU)                   | 33,026    | 2.81   | -3.37 | 3         | -18       | 0        | 0        |
|                           | Alianza Popular (AP)                          | 29,551    | 2.51   | Nuevo | 2         | Nuevo     | 0        | Nuevo    |
|                           | Partido Alajuelense Solidario (PAS)           | 5,502     | 0.47   | Nuevo | 1         | Nuevo     | 0        | Nuevo    |
|                           | Partido Acción Democrática Alajuelense (PADA) | 5,326     | 0.45   | -0.53 | 1         | -1        | 0        | 0        |
|                           | Unión Generaleña (PUGEN)                      | 4,327     | 0.37   | +0.18 | 2         | +1        | 0        | 0        |
|                           | Partido Republicano Nacional (PRN)            | 3,143     | 0.27   | Nuevo | 0         | Nuevo     | 0        | Nuevo    |
|                           | Partido Auténtico Limonense (PAL)             | 2,342     | 0.20   | +0.02 | 1         | 0         | 0        | 0        |
|                           | Partido Nacional Democrático (PND)            | 1,682     | 0.14   | -0.85 | 1         | -1        | 0        | 0        |
|                           | Partido Alajuelita Nueva (PALNU)              | 1,246     | 0.11   | +0.00 | 1         | 0         | 0        | 0        |
|                           | Partido Independiente (PI)                    | 726       | 0.06   | -0.39 | 0         | 0         | 0        | 0        |
|                           |                                               |           |        |       |           |           |          |          |
| Votos válidos             | Votos válidos                                 | 1,176,063 | 96.72  |       |           |           |          |          |
| Votos en blanco           | Votos en blanco                               | 16,224    | 1.33   |       |           |           |          |          |
| Votos nulos               | Votos nulos                                   | 23,764    | 1.95   |       |           |           |          |          |
| Total                     | Total                                         | 1,216,051 | 100.00 | -     | 504       | +9        | 420      | +6       |
| Registrados/Participación | Registrados/Participación                     | 1,486,234 | 81.82  |       |           |           |          |          |
|                           |                                               |           |        |       |           |           |          |          |